# نادژا تالانووا
نادژا تالانووا (روسی: Надежда Александровна Таланова؛ زادهٔ ۱۷ آوریل ۱۹۶۷) ورزشکار دوگانه اهل روسیه بود.